# 480

## Nașteri
- dată necunoscută: Boethius  (d. ?)
- 3 martie: Benedict de Nursia  (d. 547)
- dată necunoscută: Theodahad  (d. 536)
- dată necunoscută: Simpliciu din Cilicia filozof neoplatonician (d. 560)
- dată necunoscută: Scolastica (sfântă)  (d. 547)
- dată necunoscută: Eutokios matematician grec (d. ?)
- dată necunoscută: Baderich de Thuringia  (d. 521)
- dată necunoscută: Firmin de Uzès  (d. 553)

## Decese
- 9 mai: Iulius Nepos  (n. 430)
- dată necunoscută: Glycerius  (n. 430)
- dată necunoscută: Domninos din Larissa  (n. 420)